# لیگ قهرمانان اقیانوسیه ۲۰۱۹
لیگ قهرمانان اقیانوسیه ۲۰۱۹ هجدهمین دوره مسابقات قهرمانی باشگاه‌های اقیانوسیه، مسابقات فوتبال باشگاهی برتر در اقیانوسیه بود که توسط کنفدراسیون فوتبال اقیانوسیه (اواف‌سی) سازماندهی شد و سیزدهمین فصل با نام فعلی لیگ قهرمانان اقیانوسیه بود.
در فینال، هیانگن اسپورت با نتیجه ۱–۰ مجنتا را شکست داد و اولین تیم از کالدونیای جدید شد که برنده مسابقات شد. به عنوان برنده لیگ قهرمانان اقیانوسیه ۲۰۱۹، آنها به جام باشگاه‌های جهان ۲۰۱۹ در قطر راه یافتند. تیم ولینگتون مدافع عنوان قهرمانی بود، اما توسط هیانگن اسپورت در نیمه نهایی حذف شد.

## تیم‌ها
در مجموع ۱۸ تیم از ۱۱ انجمن اواف‌سی در مسابقات حضور یافتند.
- هفت انجمن توسعه یافته (فیجی، کالدونیای جدید، نیوزیلند، پاپوآ گینه نو، جزایر سلیمان، تاهیتی، وانواتو) هر کدام دو سهمیه در مرحله گروهی دریافت کردند.
- چهار انجمن در حال توسعه (ساموآی آمریکا، جزایر کوک، ساموآ، تونگا) هر کدام یک جایگاه در مرحله مقدماتی کسب کردند و تیم اول و دوم به مرحله گروهی صعود کردند.

| انجمن                 | تیم                 | نحوه صعود |
| شروع از مرحله گروهی   | شروع از مرحله گروهی | شروع از مرحله گروهی                                                                                                  |
| --------------------- | ------------------- | --- |
| فیجی                  | لائوتوکا            | قهرمان لیگ ملی فوتبال فیجی ۲۰۱۸                                                                                      |
| فیجی                  | با                  | نایب قهرمان لیگ ملی فوتبال فیجی ۲۰۱۸                                                                                 |
| کالدونیای جدید        | هیانگن اسپورت       | قهرمان سوپر لیگ کالدونیای جدید ۲۰۱۷                                                                                  |
| کالدونیای جدید        | مجنتا               | نایب قهرمان سوپر لیگ کالدونیای جدید ۲۰۱۷                                                                             |
| نیوزیلند              | اوکلند سیتی         | قهرمان مرحله نهایی مسابقات قهرمانی فوتبال نیوزیلند ۱۸–۲۰۱۷ رتبه اول فصل عادی مسابقات قهرمانی فوتبال نیوزیلند ۱۸–۲۰۱۷ |
| نیوزیلند              | تیم ولینگتون        | رتبه دوم فصل عادی مسابقات قهرمانی فوتبال نیوزیلند ۱۸–۲۰۱۷                                                            |
| پاپوآ گینه نو         | توتی سیتی           | قهرمان پلی آف لیگ ملی فوتبال پاپوآ گینه نو ۲۰۱۸ رتبه اول فصل عادی لیگ ملی فوتبال پاپوآ گینه نو ۲۰۱۸                  |
| پاپوآ گینه نو         | موروبه واونز        | رتبه دوم فصل عادی لیگ ملی فوتبال پاپوآ گینه نو ۲۰۱۸                                                                  |
| جزایر سلیمان          | سلیمان واریورز      | قهرمان اس-لیگ جزایر سلیمان ۲۰۱۸                                                                                      |
| جزایر سلیمان          | هندرسون ایلز        | نایب قهرمان اس-لیگ جزایر سلیمان ۲۰۱۸                                                                                 |
| تاهیتی                | سنترال اسپورت       | قهرمان لیگ ۱ تاهیتی ۱۸–۲۰۱۷                                                                                          |
| تاهیتی                | تیفانا              | نایب قهرمان لیگ ۱ تاهیتی ۱۸–۲۰۱۷                                                                                     |
| وانواتو               | اراکور گلدن استار   | قهرمان مرحله نهایی سوپر لیگ ملی وانواتو ۲۰۱۸                                                                         |
| وانواتو               | مالامپا ریوایورز    | نایب قهرمان مرحله نهایی سوپر لیگ ملی وانواتو ۲۰۱۸                                                                    |
| شروع از مرحله مقدماتی |                     | |
| ساموآی آمریکا         | پاگو یوث            | قهرمان لیگ بزرگسالان ساموآی آمریکا ۲۰۱۷                                                                              |
| جزایر کوک             | توپاپا مارائرنگا    | قهرمان جام جزایر کوک ۲۰۱۸                                                                                            |
| ساموآ                 | کیوی                | قهرمان لیگ ملی ساموآ ۲۰۱۸                                                                                            |
| تونگا                 | لوتوهاآپای یونایتد  | قهرمان لیگ برتر تونگا ۲۰۱۸                                                                                           |

## برنامه مسابقات
| مرحله         | تاریخ قرعه کشی                    | تاریخ مسابقات |
| ------------- | --------------------------------- | --- |
| مرحله مقدماتی | ۱۳ نوامبر ۲۰۱۸ (اوکلند، نیوزیلند) | ۲۶ ژانویه – ۱ فوریه ۲۰۱۹ (جزایر کوک) |
| مرحله گروهی   | ۱۳ نوامبر ۲۰۱۸ (اوکلند، نیوزیلند) | - گروه ۱: ۱۰–۱۶ فوریه ۲۰۱۹ (کالدونیای جدید) - گروه ۲: ۱۰–۱۶ فوریه ۲۰۱۹ (فیجی) - گروه ۳: ۲۳ فوریه – ۱ مارس ۲۰۱۹ (وانواتو) - گروه ۴: ۲۴ فوریه – ۲ مارس ۲۰۱۹ (جزایر سلیمان) |
| یک‌چهارم نهایی | ۵ مارس ۲۰۱۹ (اوکلند، نیوزیلند)    | ۶–۷ آوریل ۲۰۱۹ |
| نیمه نهایی    | ۵ مارس ۲۰۱۹ (اوکلند، نیوزیلند)    | ۲۹ آوریل ۲۰۱۹ |
| فینال         | ۵ مارس ۲۰۱۹ (اوکلند، نیوزیلند)    | ۱۱ مه ۲۰۱۹ |

## مرحله مقدماتی
قرعه کشی مرحله مقدماتی در ۱۳ نوامبر ۲۰۱۸ در مقر اواف‌سی در اوکلند، نیوزیلند برگزار شد. چهار تیم حاضر در مرحله مقدماتی به صورت نوبت‌گردشی در یک مکان متمرکز با یکدیگر بازی کردند. تیم‌های اول و دوم به مرحله گروهی راه یافتند تا به ۱۴ شرکت کننده مستقیم بپیوندند. مسابقات بین ۲۶ ژانویه تا ۱ فوریه ۲۰۱۹ در جزایر کوک برگزار شد.
| تیم                  | بازی | برد | تساوی | باخت | گل‌زده | گل‌خورده | تفاضل‌گل | امتیاز | صلاحیت      |
| -------------------- | ---- | --- | ----- | ---- | ----- | ------- | ------- | ------ | ----------- |
| توپاپا مارائرنگا (م) | ۳    | ۳   | ۰     | ۰    | ۱۰    | ۳       | ۷+      | ۹      | مرحله گروهی |
| کیوی                 | ۳    | ۲   | ۰     | ۱    | ۱۴    | ۸       | ۶+      | ۶      | مرحله گروهی |
| لوتوهاآپای یونایتد   | ۳    | ۱   | ۰     | ۲    | ۷     | ۱۴      | ۷-      | ۳      |             |
| پاگو یوث             | ۳    | ۰   | ۰     | ۳    | ۵     | ۱۱      | ۶-      | ۰      |             |

## مرحله گروهی
قرعه کشی مرحله گروهی در ۱۳ نوامبر ۲۰۱۸ در مقر اواف‌سی در اوکلند، نیوزیلند برگزار شد. ۱۶ تیم (۱۴ تیم مرحله گروهی و دو تیم صعود کننده از مرحله مقدماتی) با مکانیسم زیر در چهار گروه چهار تیمی قرار گرفتند:
- قهرمانان چهار انجمن میزبان (فیجی، کالدونیای جدید، جزایر سلیمان، وانواتو) در موقعیت ۱ گروه A-D قرار گرفتند.
- قهرمانان سه انجمن توسعه یافته باقیمانده و نایب قهرمان نیوزیلند، به دلیل داشتن بهترین تیم دوم در لیگ قهرمانان اقیانوسیه ۲۰۱۸، در موقعیت ۲ گروه A-D قرار گرفتند.
- نایب قهرمانان شش انجمن توسعه یافته به غیر از نیوزیلند در موقعیت ۳ از گروه‌های A-D و موقعیت ۴ از گروه‌های A-B قرار گرفتند.
- تیم‌های اول و دوم مرحله مقدماتی که هویت آنها در زمان قرعه کشی مشخص نبود، در جایگاه ۴ گروه C-D قرار گرفتند.

چهار تیم هر گروه به صورت نوبت‌گردشی در یک مکان متمرکز با یکدیگر بازی کردند. تیم‌های اول و دوم هر گروه به مرحله یک‌چهارم نهایی مرحله حذفی راه یافتند. مسابقات در تاریخ‌ها و مکان‌های زیر برگزار شد:
- مسابقات گروه A بین ۱۰ و ۱۶ فوریه ۲۰۱۹ در کالدونیای جدید برگزار شد.
- مسابقات گروه B بین ۱۰ و ۱۶ فوریه ۲۰۱۹ در فیجی برگزار شد.
- مسابقات گروه C بین ۲۳ فوریه و ۱ مارس ۲۰۱۹ در وانواتو برگزار شد.
- مسابقات گروه D بین ۲۴ فوریه تا ۲ مارس ۲۰۱۹ در جزایر سلیمان برگزار شد.

### گروه A
| تیم               | بازی | برد | تساوی | باخت | گل‌زده | گل‌خورده | تفاضل‌گل | امتیاز | صلاحیت     |
| ----------------- | ---- | --- | ----- | ---- | ----- | ------- | ------- | ------ | ---------- |
| هیانگن اسپورت (م) | ۳    | ۲   | ۱     | ۰    | ۷     | ۱       | ۶+      | ۷      | مرحله حذفی |
| توتی سیتی         | ۳    | ۱   | ۲     | ۰    | ۸     | ۶       | ۲+      | ۵      | مرحله حذفی |
| تیفانا            | ۳    | ۰   | ۲     | ۱    | ۶     | ۷       | ۱-      | ۲      |            |
| مالامپا ریوایورز  | ۳    | ۰   | ۱     | ۲    | ۵     | ۱۲      | ۷-      | ۱      |            |

### گروه B
| تیم           | بازی | برد | تساوی | باخت | گل‌زده | گل‌خورده | تفاضل‌گل | امتیاز | صلاحیت     |
| ------------- | ---- | --- | ----- | ---- | ----- | ------- | ------- | ------ | ---------- |
| سنترال اسپورت | ۳    | ۲   | ۱     | ۰    | ۱۲    | ۴       | ۸+      | ۷      | مرحله حذفی |
| هندرسون ایلز  | ۳    | ۲   | ۰     | ۱    | ۱۵    | ۸       | ۷+      | ۶      | مرحله حذفی |
| لائوتوکا (م)  | ۳    | ۱   | ۱     | ۱    | ۱۲    | ۸       | ۴+      | ۴      |            |
| موروبه واونز  | ۳    | ۰   | ۰     | ۳    | ۰     | ۱۹      | ۱۹-     | ۰      |            |

### گروه C
| تیم                   | بازی | برد | تساوی | باخت | گل‌زده | گل‌خورده | تفاضل‌گل | امتیاز | صلاحیت     |
| --------------------- | ---- | --- | ----- | ---- | ----- | ------- | ------- | ------ | ---------- |
| تیم ولینگتون          | ۳    | ۳   | ۰     | ۰    | ۱۸    | ۰       | ۱۸+     | ۹      | مرحله حذفی |
| با                    | ۳    | ۱   | ۱     | ۱    | ۶     | ۴       | ۲+      | ۴      | مرحله حذفی |
| اراکور گلدن استار (م) | ۳    | ۱   | ۱     | ۱    | ۳     | ۴       | ۱-      | ۴      |            |
| کیوی                  | ۳    | ۰   | ۰     | ۳    | ۱     | ۲۰      | ۱۹-     | ۰      |            |

### گروه D
| تیم                | بازی | برد | تساوی | باخت | گل‌زده | گل‌خورده | تفاضل‌گل | امتیاز | صلاحیت     |
| ------------------ | ---- | --- | ----- | ---- | ----- | ------- | ------- | ------ | ---------- |
| اوکلند سیتی        | ۳    | ۳   | ۰     | ۰    | ۲۳    | ۱       | ۲۲+     | ۹      | مرحله حذفی |
| مجنتا              | ۳    | ۲   | ۰     | ۱    | ۱۴    | ۳       | ۱۱+     | ۶      | مرحله حذفی |
| سلیمان واریورز (م) | ۳    | ۱   | ۰     | ۲    | ۱۰    | ۱۰      | ۰       | ۳      |            |
| توپاپا مارائرنگا   | ۳    | ۰   | ۰     | ۳    | ۲     | ۳۵      | ۳۳-     | ۰      |            |

## مرحله حذفی
هشت تیم حاضر در مرحله حذفی به صورت تک‌حذفی بازی کردند و هر مسابقه به صورت تک‌بازی انجام شد.
نمودار پس از قرعه کشی مرحله حذفی (یک‌چهارم نهایی، نیمه نهایی و فینال)، که در ۵ مارس ۲۰۱۹ در مقر اواف‌سی در اوکلند، نیوزیلند برگزار شد، تعیین شد.
|  | یک‌چهارم نهایی        | یک‌چهارم نهایی |               |   | نیمه نهایی | نیمه نهایی |  |  | فینال | فینال |
|  |                      |               |               |   |            |            |  |  |       |       |
|  | ۷ آوریل              |               |               |   |            |            |  |  |       |       |
|  |                      |               |               |   |            |            |  |  |       |       |
|  | سنترال اسپورت        | ۰             |               |   |            |            |  |  |       |       |
|  | سنترال اسپورت        | ۰             | ۲۸ آوریل      |   |            |            |  |  |       |       |
|  | مجنتا                | ۸             |               |   |            |            |  |  |       |       |
|  | مجنتا                | ۸             | مجنتا         | ۲ |            |            |  |  |       |       |
|  | ۶ آوریل              |               | مجنتا         | ۲ |            |            |  |  |       |       |
|  |                      | اوکلند سیتی   | ۱             |   |            |            |  |  |       |       |
|  | اوکلند سیتی          | اوکلند سیتی   | ۱             | ۴ |            |            |  |  |       |       |
|  | اوکلند سیتی          |               | ۱۱ مه         | ۴ |            |            |  |  |       |       |
|  | توتی سیتی            | ۰             |               |   |            |            |  |  |       |       |
|  | توتی سیتی            | ۰             | مجنتا         | ۰ |            |            |  |  |       |       |
|  | ۶ آوریل              |               | مجنتا         | ۰ |            |            |  |  |       |       |
|  |                      | هیانگن اسپورت | ۱             |   |            |            |  |  |       |       |
|  | هیانگن اسپورت (و.ا.) | هیانگن اسپورت | ۱             | ۲ |            |            |  |  |       |       |
|  | هیانگن اسپورت (و.ا.) | ۲۸ آوریل      |               | ۲ |            |            |  |  |       |       |
|  | با                   | ۱             |               |   |            |            |  |  |       |       |
|  | با                   | ۱             | هیانگن اسپورت | ۲ |            |            |  |  |       |       |
|  | ۷ آوریل              |               | هیانگن اسپورت | ۲ |            |            |  |  |       |       |
|  |                      | تیم ولینگتون  | ۰             |   |            |            |  |  |       |       |
|  | تیم ولینگتون         | تیم ولینگتون  | ۰             | ۶ |            |            |  |  |       |       |
|  | تیم ولینگتون         |               |               | ۶ |            |            |  |  |       |       |
|  | هندرسون ایلز         | ۱             |               |   |            |            |  |  |       |       |
|  | هندرسون ایلز         | ۱             |               |   |            |            |  |  |       |       |